# Ternana Calcio 2008-2009
Questa pagina raccoglie le informazioni riguardanti la Ternana Calcio nelle competizioni ufficiali della stagione 2008-2009.

## Stagione
Nella stagione 2008-2009 la Ternana disputa il girone B del nuovo campionato di Lega Pro Prima Divisione, raccoglie 42 punti con il decimo posto. Salgono in Serie B il Gallipoli diretto ed il Crotone che vince i Play-off. Inizia la stagione allenata da Francesco Giorgini che resta in panca fino alla 10ª giornata, sostituito da Gabriele Baldassarri fino al termine della stagione. Le fere sono partite molto bene, ma poi hanno trovato serie difficoltà, hanno ottenuto 19 punti nel girone di andata e 23 punti nel girone di ritorno, centrando l'obiettivo della salvezza proprio nell'ultimo turno, grazie al prezioso pareggio (2-2) ottenuto ad Arezzo, punto utile ad evitare il Play-out. Il napoletano Raffaele Perna con 7 reti è stato il miglior marcatore in campionato, mentre Marco Rigoni con 9 reti è stato il miglior marcatore stagionale, delle quali 3 segnate in Coppa Italia e 6 firmate in campionato. In agosto nella Coppa Italia di Lega Pro i rossoverdi disputano il girone L di qualificazione, che ha promosso il Cisco Roma.

## Rosa
| N. |                      | Ruolo | Calciatore          |
| -- | -------------------- | ----- | ------------------- |
|    | Argentina (bandiera) | A     | Jonathan Alessandro |
|    | Italia (bandiera)    | D     | Matteo Bertoli      |
|    | Italia (bandiera)    | D     | Tonino Bizzarri     |
|    | Italia (bandiera)    | D     | Pierluigi Borghetti |
|    | Italia (bandiera)    | C     | Salvatore Burrai    |
|    | Italia (bandiera)    | C     | Andrea Bussi        |
|    | Italia (bandiera)    | C     | Antonio Cardona     |
|    | Italia (bandiera)    | D     | Alessandro Cibocchi |
|    | Italia (bandiera)    | C     | Fabio Concas        |
|    | Italia (bandiera)    | P     | Pasquale Cunzi      |
|    | Italia (bandiera)    | C     | Ciro Danucci        |
|    | Italia (bandiera)    | D     | Federico Del Grosso |
|    | Italia (bandiera)    | C     | Guido Di Deo        |
|    | Italia (bandiera)    | D     | Palmiro Di Dio      |
|    | Italia (bandiera)    | D     | Filippo Fedeli      |
|    | Italia (bandiera)    | P     | Paolo Ginestra      |

| N. |                    | Ruolo | Calciatore          |
| -- | ------------------ | ----- | ------------------- |
|    | Italia (bandiera)  | C     | Stefano Mauri       |
|    | Italia (bandiera)  | A     | Antonio Morello     |
|    | Italia (bandiera)  | C     | Giorgio Noviello    |
|    | Italia (bandiera)  | C     | Romeo Papini        |
|    | Italia (bandiera)  | D     | Marco Pedotti       |
|    | Italia (bandiera)  | A     | Raffaele Perna      |
|    | Francia (bandiera) | D     | Julien Perney       |
|    | Italia (bandiera)  | C     | Walter Piccioni     |
|    | Italia (bandiera)  | D     | Salvatore Ricca     |
|    | Italia (bandiera)  | A     | Christian Riganò    |
|    | Italia (bandiera)  | C     | Marco Rigoni        |
|    | Italia (bandiera)  | D     | Luigi Sartor        |
|    | Italia (bandiera)  | A     | Stefano Scappini    |
|    | Italia (bandiera)  | D     | Luca Tedeschi       |
|    | Italia (bandiera)  | A     | Romano Tozzi Borsoi |
|    | Italia (bandiera)  | P     | Stefano Visi        |

## Risultati

### Lega Pro Prima Divisione

#### Girone di andata
| Arbitro: | Nasca (Bari) |

|                            |           |                |
| Scappini 29’ M. Rigoni 65’ | Marcatori | 74’ C. Tedesco |

| Arbitro: | De Benedictis (Bari) |

|                       |           |                                                  |
| Biancolino 43’ (rig.) | Marcatori | 46’ (rig.) M. Rigoni 66’ Noviello 89’ Alessandro |

| Arbitro: | Tasso (La Spezia) |

|                                      |           |  |
| Scappini 30’, 77’ M. Rigoni 56’, 84’ | Marcatori |  |

| Arbitro: | Paparazzo (Catanzaro) |

|                           |           |                         |
| Giampaolo 56’ Agnelli 86’ | Marcatori | 26’ Concas 50’ Scappini |

| Terni 28 settembre 2008 5ª giornata | Ternana              | 0 – 0 | Foligno | Stadio Libero Liberati\| Arbitro: \| Palazzino (Ciampino) \| |
| Arbitro:                            | Palazzino (Ciampino) |       |         |                                                              |

| Arbitro: | Giacomelli (Trieste) |

|                |           |              |
| Bueno 47’, 74’ | Marcatori | 39’ Scappini |

| Arbitro: | Ballo (Trapani) |

|  |           |             |
|  | Marcatori | 59’ Marolda |

| Arbitro: | Giancola (Vasto) |

|  |           |            |
|  | Marcatori | 49’ Cutolo |

| Arbitro: | Meli (Parma) |

|                                         |           |  |
| V. Espinal 69’ N. Russo 76’ Caetano 84’ | Marcatori |  |

| Arbitro: | Coccia (San Benedetto del Tronto) |

|                         |           |  |
| Bolic 90’ Colussi 90+3’ | Marcatori |  |

| Terni 10 novembre 2008 11ª giornata | Ternana           | 0 – 0 | Gallipoli | Stadio Libero Liberati\| Arbitro: \| Viti (Campobasso) \| |
| Arbitro:                            | Viti (Campobasso) |       |           |                                                           |

| Potenza 16 novembre 2008 12ª giornata | Potenza             | 0 – 0 | Ternana | Stadio Alfredo Viviani\| Arbitro: \| Merchiori (Ferrara) \| |
| Arbitro:                              | Merchiori (Ferrara) |       |         |                                                             |

| Arbitro: | Donati (Ravenna) |

|           |           |  |
| Perna 60’ | Marcatori |  |

| Arbitro: | Magno (Catania) |

|                   |           |            |
| Cipolla 88’ (rg.) | Marcatori | 11’ Di Dio |

| Arbitro: | Bagalini (Vasto) |

|           |           |                     |
| Perna 36’ | Marcatori | 60’ (rig.) Favasuli |

| Arbitro: | Bolano (Livorno) |

|                         |           |            |
| Salgado 20’ (rig.), 68’ | Marcatori | 53’ Concas |

| Arbitro: | Doveri (Roma) |

|                      |           |            |
| M. Rigoni 30’ (rig.) | Marcatori | 17’ Lauria |

#### Girone di ritorno
| Caserta 11 gennaio 2009 18ª giornata | Real Marcianise             | 0 – 0 | Ternana | Stadio Alberto Pinto\| Arbitro: \| Santonocito (Abbiategrasso) \| |
| Arbitro:                             | Santonocito (Abbiategrasso) |       |         |                                                                   |

| Arbitro: | Borracci (San Benedetto del Tronto) |

|                             |           |                  |
| A. Morello 39’ Noviello 45’ | Marcatori | 72’ M. Artistico |

| Arbitro: | De Benedictis (Bari) |

|                                  |           |                            |
| Simon 29’ Zeytulaev 90+1’ (rig.) | Marcatori | 5’ A. Morello 13’ Noviello |

| Arbitro: | Trentalange (Nichelino) |

|                |           |              |
| Perna 43’, 70’ | Marcatori | 83’ Fialdini |

| Arbitro: | Gambini (Roma) |

|                    |           |  |
| Cipolla 87’ (rig.) | Marcatori |  |

| Arbitro: | Viti (Campobasso) |

|                             |           |                |
| Concas 28’ Perna 41’ (rig.) | Marcatori | 45+2’ Cattaneo |

| Arbitro: | Bietolini (Firenze) |

|              |           |  |
| Carrozza 26’ | Marcatori |  |

| Perugia 15 marzo 2009 25ª giornata | Perugia      | 0 – 0 | Ternana | Stadio Renato Curi\| Arbitro: \| Nasca (Bari) \| |
| Arbitro:                           | Nasca (Bari) |       |         |                                                  |

| Terni 22 marzo 2009 26ª giornata | Ternana                      | 0 – 0 | Crotone | Stadio Libero Liberati\| Arbitro: \| Ferraioli (Nocera Inferiore) \| |
| Arbitro:                         | Ferraioli (Nocera Inferiore) |       |         |                                                                      |

| Arbitro: | Pagano (Torre Annunziata) |

|                             |           |  |
| Perna 20’, 89’ Di Deo 90+2’ | Marcatori |  |

| Arbitro: | Baratta (Salerno) |

|                     |           |  |
| Ginestra 83’ (rig.) | Marcatori |  |

| Arbitro: | Ostinelli (Como) |

|            |           |  |
| Di Deo 20’ | Marcatori |  |

| Arbitro: | Giallanza (Catania) |

|             |           |                  |
| Fanasca 48’ | Marcatori | 85’ Tozzi Borsoi |

| Arbitro: | Pizzi (Saronno) |

|                      |           |                                                       |
| W. Piccioni 13’, 79’ | Marcatori | 58’ Lanzillotta 67’ (rig.) Dal Rio 90+4’ M. Artistico |

| Cava de' Tirreni 3 maggio 2009 32ª giornata | Cavese                         | 0 – 0 | Ternana | Stadio Simonetta Lamberti\| Arbitro: \| Corletto (Castelfranco Veneto) \| |
| Arbitro:                                    | Corletto (Castelfranco Veneto) |       |         |                                                                           |

| Arbitro: | Gallione (Alessandria) |

|                             |           |                            |
| Concas 62’ Tozzi Borsoi 67’ | Marcatori | 3’ Salgado 23’ Troianiello |

| Arbitro: | Donati (Ravenna) |

|                             |           |                               |
| V. Chianese 23’ (rig.), 31’ | Marcatori | 32’ M. Rigoni 44’ W. Piccioni |

### Coppa Italia di Lega Pro

#### Fase a gironi
| Arbitro: | Corradini (Macerata) |

|                    |           |           |
| M. Rigoni 45’, 51’ | Marcatori | 28’ Paoli |

| Arbitro: | Ostinelli (Como) |

|                                 |           |            |
| Pacifici 81’ (aut.) 90’ Orlandi | Marcatori | 61’ Riganò |

| Arbitro: | Citro (Battipaglia) |

|               |           |  |
| M. Rigoni 64’ | Marcatori |  |

| 27 agosto 2008 4ª giornata |  | – Turno di riposo Ternana |  |  |

| Arbitro: | Zeoli (Napoli) |

|                                |           |                |
| Morbidelli 23’, 90+4’ Cruz 39’ | Marcatori | 79’ Alessandro |